# Meloe tadzhikistanicus
Meloe tadzhikistanicus es una especie de coleóptero de la familia Meloidae.

## Distribución geográfica
Habita en Tayikistán.